# 皮烏拉河

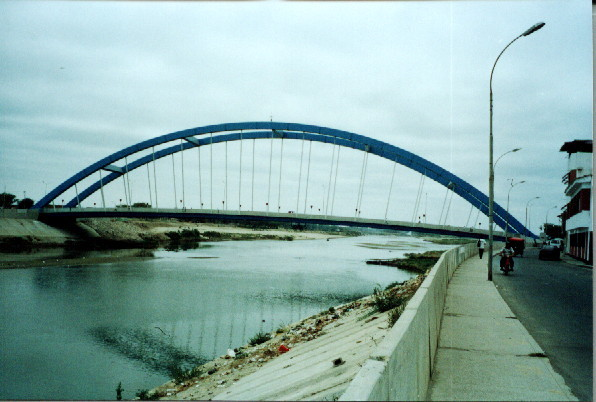
皮烏拉河

皮烏拉河（西班牙語：Río Piura）是秘魯的河流，位於該國北岸，屬於宛卡班巴河流域的一部分，河道全長280公里，流域面積12,216平方公里，發源自海拔高度3,600米處，最終注入太平洋。

## 外部連結
- Autoridad Autonoma de Cuenca Hidrográfica Chira - Piura